# Бартенев, Александр Фёдорович
Александр Фёдорович Бартенев (28 апреля 1953, Евпатория, Крымская область — 30 ноября 2015, Харьков) — советский и украинский энтомолог (специалист по жукам семейств Cerambycidae, Scolytidae), член Харьковского энтомологического общества, заведующий Кафедрой зоологии Биологического факультета Харьковского национального университета им В. Н. Каразина, кандидат биологических наук, доцент; научный иллюстратор, автор многочисленных цветных и черно-белых рисунков жуков.

## Биография
Родился в Евпатории. Отец, Фёдор Александрович Бартенев, был педагогом, автором нескольких задачников и методических пособий по математике, Заслуженным учителем УССР, кавалером ордена Ленина, почетным гражданином Евпатории, чьим именем названа улица в этом городе. Мать была агрономом-цветоводом. Дед Александра Бартенева был известным энтомологом и ученым, который привил внуку увлеченность энтомологией. Брат Владимир Федорович Бартенев, пошел по стопам отца — стал преподавателем математики, а Александр Федорович Бартенев — по следам деда — стал энтомологом.
С детских лет Александр Бартенев коллекционировал бабочек и к окончанию школы имел обширную систематизированную коллекцию. В 1970 году он поступил на биологический факультет Харьковского университета, который успешно окончил в 1975 году. По завершении университета поступил в аспирантуру Симферопольского университета (сейчас Таврический национальный университет) на специальность «Экология». В 1986 году успешно защищает кандидатскую диссертацию на тему «Жуки-ксилофаги Горного Крыма». Впоследствии, после защиты, возвращается в Харьковский университет, где продолжил свою научную и педагогическую деятельность, проработав вплоть до своей смерти в 2015 году.
Умер в ночь с 29 на 30 ноября 2015 года. Прощальная панихида состоялась 1 декабря 2015 года в Музее Природы.

## Основные научные публикации
- Бартенев А. Ф. Жуки-усачи Левобережной Украины и Крыма. Научное издание. Монография. — Харьков. Харьковский национальный университет, 2009. — 418 с. — 35 оригинальных рисунков.
- Бартенев А. Ф., Апостолов Л. Г. Роль основных компонентов ксилофильных сообществ на различных стадиях деструкции древесины в естественных биогеоценозах Горного Крыма // Проблемы и методы биотической деструкции органических веществ в почве естественных биогеоценозов и агроценозов. Тезисы докладов III школы (18 — 24 октября 1982 г.). — Львов. — 1982. — с. 28-29;
- Бартенев А. Ф. Жуки-ксилофаги Горного Крыма: Автореф. дис. канд. биол. наук: 03.00.09 / Институт зоологии им. И. И. Шмальгаузена. — К., 1986. — 21 с.;
- Бартенев А. Ф. Обзор видов жуков-усачей (Coleoptera: Cerambycidae) фауны Украины // Вісті Харківського ентомологічного товариства. — 2003 (2004). — 11, № 1-2. — с. 24-43